# Репарација (психологија)
Репарација или освежавање је термин који се користи у психотерапији и по својој суштински је део терапијског односа у коме терпеут пружа пацијенту накнадну одговарајућу родитељску негу у оквиру терапијског односа. Заснива се на уверењу да многа психолошка питања потичу из периода дететовог одрастања током кога је изостало задовољења његових потреба. Детету се овом терапијом помаже да се осећа сигурно и безусловно вољено и помаже у развија одређене осећања, како би као одрасла особа касније могла успешно пловити кроз живот, на начин како би то требала.
У овом за неке контроверзаном облику психотерапије терапеут активно преузима улогу нове или сурогат родитељске фигуре, у циљу лечења психолошких сметњи узрокованих неадекватним детињством, или чак и злостављачким родитељством. Основна претпоставка је да су све менталне болести углавном резултат таквог родитељства, укључујући и схизофренију и биполарни поремећај. Упркос повезаности ове терапије са теоријом и праксом трансакционе анализе у области психологије, нема много емпиријских доказа о њеној ефикасности, а постоје и неки значајни ставовови да она у ствари може бити штетна;па тако већина лекара у области менталног здравља сматра да репарација није  легитиман облик терапије.

## Историја
Као деца, свако од нас био је изложен различитим врстама васпитања, што нас је учинило људима какви смо данас. Неки утицаји нашег детињства су добродошли, а неки су постали препрека. Кроз историју психолози су тражили решење и лек, па је тако као један од од облика помоћи настао  рапарентиг.
Касних 1960 -их,  Jaqui Lee Schiff је развила облик терапије заснован на теорији трансакционе анализе, и назвала је тоталном регресијом.  Schiff  и њени следбеници временом су постигли успех у лечењу клијената са схизофренијом помоћу репарације, што је резултовало проширењем њене примене. Обећавајућа открића  Schiff -ове у области репарације навело је друге терапеуте да развију сопствену апликацију и облике репарације. Други најзначајнији облици репарације који су се касније појавили укључују временски ограничену, правовремену и само-репарацију. Неки људи сматрају да је репарација један од многих облика психотерапије Новог доба.

## Механизам
На основу теорије трансакционе анализе, репарација настоји да третира проблеме повезане са недостатком родитељства. Теорија о поновњеном детињству каже да се психолошки проблеми због недостатка родитељства могу превазићи реформом родитељског ега. То се постиже враћањем клијента у стање ума које је рањиво на нова искуства, и у теорији трансакционе анализе назива се дечје его стање. Једном када је клијент у его стању детета, терапеут преузима улогу клијентовог родитеља и покушава да  опорави клијента. Природа регресије од стране терапеута требала би да  позитивно утиче на клијента и у њему  развије стаер са здравијим родитељским егом, што на крају негира психолошке проблеме које је клијент могао искусити прије терапије репарационог лечење.

## Методе
Због великог броја различитих облика репарације, сваки терапеут може усвојити различите методе у лечењу клијената. Међутим, начелно је договорен механизам који стоји у основи теорије о поновном родитељству.
Типично, поновно родитељство почиње регресијом клијента у стање ега детета. Терапеут то постиже учествујући у поступцима одгајања деце, као што су храњење бочицом, стављањем главе  у крило и другим техникама у којима клијент свесно заузима физичке положаје и понашање малог детета. Овиме радњама стиче се поверење клијента у терапеута као његовог новог родитеља.
Након што се постигне идеалан ниво блискости, терапеут може коначно приступити слању порука које реформишу негативан начин размишљања клијента предавањем, уласком у дискусију или другим облицима комуникације прикладним за однос родитељ-дете.

## Облици

### Тотална регресија
Тоталну регресију као облик психотерапије развила  је Jaqui Lee Schiff. Овај облик репарације био је први облик терапије изграђен на теорији трансакционе анализе. Обично пацијент живи са терапеутом  неколико година у специјализованој установи. За то време, пацијент је потпуно уроњен у проживљавање свог детињства. Терапеут пружа сву бригу и негу са циљем потпуне реформе его стања клијента. Тотално регресија позната је по томе што је повезана са институцијом Cathexis, коју је основала Jaqui Lee Schiff.

### Временски ограничена регресија
Временски ограничену регресију развио је Томас Вилсон  у сврху лечења пацијената са схизофренијом. Али за разлику од терапије Jaqui Lee Schiff, у овој терапији се од пацијента  захтева само да присуствује на пет двочасовних сесија са терапеутом уместо да живи са терапеутом. У овом третману нега  је интензивнија и структурираније у односу на терапију тоталне  регресије.

### Спот репарација
Спот репарацију је развио Russell Osnes. Осим што је мање временски интензиван од терапије Jaqui Lee Schiff   тотална регресије, Russell Osnes-ов облик репарације се више фокусира на пацијенте трауматизоване специфичним искуствима и инцидентима, а не општим поремећајима у детињству.

### Самообнављање
Самообнављање, као методу репарације развио је Muriel James-а. За разлику од претходних облика репарације, Muriel James-ов облик не покушава да потпуно замени родитељево его стање клијента. Уместо тога, терапија потврђује позитивне аспекте који су већ видљиви у клијентовом егу. Клијент је такође примарни субјект у терапији уместо терапеута.

### МетодаDel Casale's
Овај облик репарациј коју је развио Del Casale's, попут Вилсоновог временски ограничене репарације, фокусиран је првенствено на лечење схизофрених пацијената. Али за разлику од Jaqui Lee Schiff. и Томаса Вилсона, Del Casale's предлаже да терапеут не игра улогу клијентовог родитеља. Уместо тога, Del Casale's је клијентововр праве родитеље претворио у активни учеснике у терапији.
Del Casale's заснива овај модел на уверењу да су неки делови клијентовог его стања везани за родитеља још увек здрави, те да за неисправно родитељство нису криви родитељи, већ слаба комуникација између родитеља и детета.

## Ефикасност

### Клинеов случај
Др Давид Клине је практиковао Schiff's -ову потпуну регресију док је био  запослени у Cathexis Institute. Међу његовим најпознатијим клијентима била је млада девојка са дијагнозом тешке анорексије нервозе. Доктор Клине је теоретизовао да је пацијентова анорексија последица строгих очекивања њене мајке. Потапање је тада коришћено за сузбијање негативног утицаја родитељског стила пацијентове мајке. Према пацијенткињи, терапија је била успешна и сада живи са више поверења у свој имиџ, како јој је сугерисало обнављање породице од сгтране терапеута.

### Биохемија
Jaqui Lee Schiff је спровела студију како би прикупила биохемијске доказе о ефикасности васпитања код схизофреника. Schiff  је ову студију засновао на запажању да особе са схизофренијом имају низак ниво триптофана. У студији је 20 пацијената са дијагнозом схизофреније подељено у три групе:
- групу која је пролазила кроз третман репарације  на Cathexis Institute,
- група која је пролазила кроз одвојено лечење на  Lafayette Institute и
- контролна група која није добила третман репарације.

Резултати показују да су испитаници који су прошли третман репарације наCathexis Institute и Lafayette Institute  имали просечан поновни унос триптофана од 3,32 односно 3,75 што је респективно. Контролна група имала је средњу вредност  2,13. Бројеви показују да су испитаници који су добили ново родитељство имали знатно већи поновни унос триптофана на крају експеримента.

#### Самопоуздање
Лилиан М. Виссинк спровела је студију како би утврдила утицај репарације на самопоштовање. Људски субјекти су подељени у две групе, терапијску групу која се састојала од 10 људи и контролну групу која се састојала од 12 особа. Групу узорка чинили су студенти и особље са сеоског универзитета, а само је група за лечење прошла само-репарациони третман.
Испитаницима су дати упитници за мерење нивоа репарације пре и после лечења. Резултат је показао да су субјекти који су прошлин само-репарациони третма имали значајно повећан ниво самопоштовања, док је контролна група имала смањен ниво самопоштовања.

### Рехабилитација злочина
Психологица по имену Gloria Noriega спровела је студију која је анализирала ефекте само-репарациони третма на жене делинквенте у затвору, које су имале између једанаест и осамнаест година. У студији су сви субјекти добили потпуно исти третман у прилог теорији да се ефекти само-репарације  могу директно поновити.
Према резултатима, двадесет седам од двадесет осам испитаника испољило је мање агресије, мање сукоба са родитељима, повећану мотивацију за постизање циљева и повећано самопоштовање у поређењу са оним какви су били пре лечења. Субјект који није показао промене био је зависник од дрога, а клиничари су закључили да је за њих потребан специјализованији третман.

## Контроверзе

### Терминологија и дефиниције
Иако се репарација у великој мери практикује, не постоји успостављен систем терминологије међу практичарима. Осим тога, дефиниције уобичајено коришћених појмова разликују се у дефиницијама међу практичарима. Нејасноће које изазивају ове две слабости представљају опасност од погрешне комуникације између терапеута и пацијента током лечења. Пацијент такође можда неће у потпуности разумети информације које му се деле приликом уговарања или прекида лечења.

### Однос терапеут-пацијент
Природа репарације често захтева од терапеута да развије близак однос са клијентом. Не постоји протокол који одређује границе онога што терапеут може или не може учинити. Често је на терапеуту да одреди план акције који треба предузети када се суочи са дилемом током лечења. Као резултат тога, постоји ризик да терапеут постане превише екстреман у својим методама, што може угрозити клијента и довести до нових психолошких проблема. Због доминантне улоге терапеута у односу, терапеут има већу моћ над клијентом, што може довести до тога да они злоупотребе овај ауторитет и искористе клијента. За терапеута постоји и ризик да он или она могу бити превише везани за клијента, што може ометати професионално расуђивање.

### Референтни оквир
Не постоји начин да се објективно утврди успех у потпуној замени клијентовог его стања родитеља након поновне терапије. Терапеут се може ослонити само на субјективну изјаву клијента, што може бити у супротности са извештајем терапеута о резултатима. Ови сукоби доводе до питања да ли је терапија заиста успела да реформише его стање родитеља.

### Мониторинг
Овај проблем посебно важи за потпуну регресију регресије. Клијенти на терапији су потпуно уроњени у окружење које промовише регресију у стање ега детета. Међутим, током овог времена у којем клијент може провести мјесеце или године, клијент је препуштен на милост и немилост терапеута и установе. Не постоји виши ауторитет за праћење поступака терапеута, као ни за добробит клијента. Клијенту је остављено да верује свом терапеуту током целе терапије.

### Научна ефикасност
Иако су неке студије рађене како би се доказала ефикасност поновног стјецања родитељског старања, количина статистички моћних доступних студија је мала. Неколико студија покушава да потврди механизам или изолује модерирајуће променљиве поновног родитељства. Теорија трансакционе анализе на којој се заснива теорија репарације већ је тема о којој се доста расправља. Као резултат тога, већина научне заједнице даје мало подршке теорији о поновном пензионисању.